# Cornerstone Festival

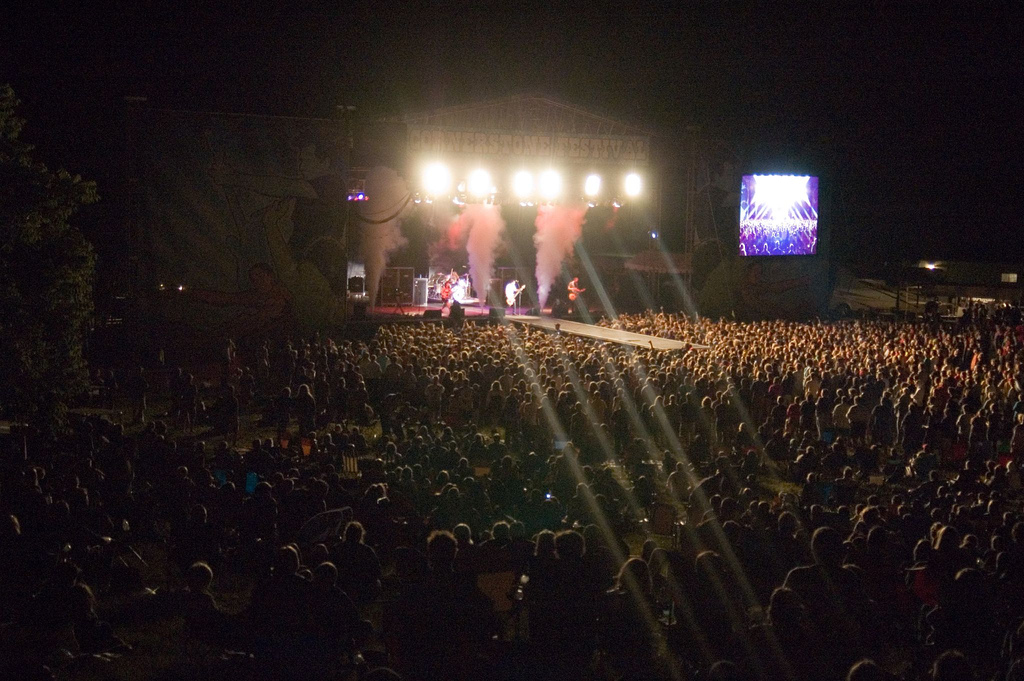
El escenario principal de Cornestone Festival

El Cornerstone Festival es un festival anual de música cristiana realizado por Jesus People en Estados Unidos que comienza el 4 de julio de cada año cerca de Bushnell, Illinois. El Cornerstone Festival forma parte de la Asociación de Festivales Cristianos.

## Historia
De 1984 a 1990, el Cornerstone (o "C-stone, como es comúnmente conocido) se celebró en Chicago, Illinois. A partir de la edición de 1991, el Cornerstone se mudó cerca de la ciudad de Bushnell, Illinois, donde los organizadores del Festival habían adquirido un gran terreno; ahora conocido como "Cornerstone Farm".
Decenas de miles de personas asisten cada año a la granja Cornerstone para ver en directo a las más de 300 bandas participante. Los estilos son variados, incluyendo rock, hard metal, pop, rap, folk, electrónico, celta y country. Muchas de las bandas cristianas que han participado en Cornerstone son conocidas por el público en general, como P.O.D. , MxPx, Sixpence None the Richer, Pedro the Lion, Danielson, Saviour Machine y Galactic Cowboys. Además de las actuaciones musicales, el Cornerstone Festival también ofrece conferencias, proyecciones de películas independientes y extranjeras, talleres de escritura y de otras ramas artísticas.
El Festival de Cornerstone actualmente consta de 5 días de duración, contando con múltiples etapas. Cornerstone es conocida por su "Noche Encore", ahora llamado "otra". Las actuaciones principales se realizan generalmente después de la medianoche, los artistas (sobre todo en las noches después del festival) se encuentran entre los más populares, y entre las bandas mejor establecidas en la música cristiana del momento.

## Variedad
Festival de Cornerstone ha incluido The Swirling Eddies, Lost Dog, Daniel Amos y varias presentaciones acústicas dispersas por todo el festival. En los últimos años el festival ha tenido bandas de Heavy Metal como As I Lay Dying, Underoath, Zao, Sleeping Giant, Inhale Exhale.

## Eventos relacionados
En 2005, Cornerstone celebró eventos de menor envergadura en Orlando, Florida, Conocido como Cornerstone Florida así como un festival en Carolina del Norte. Entre 2005 y 2007 Cornestone también celebró un festival en el condado de Orange, California en Oak Canyon Ranch.
- Datos: Q1134106
- Multimedia: Cornerstone Festival / Q1134106